# Lista monumentelor istorice din județul Prahova - M

Simbol utilizat pentru monumentele istorice

Lista monumentelor istorice din județul Prahova - M cuprinde monumentele istorice înscrise în Patrimoniul cultural național al României și aflate în localități din județul Prahova al căror nume începe cu litera M.
Lista completă este menținută și actualizată periodic de către Ministerul Culturii, Cultelor și Patrimoniului Național din România, prin intermediul Institutului Național al Patrimoniului, ultima versiune datând din 2015. Această listă cuprinde și actualizările ulterioare, realizate prin ordin al ministrului culturii.
Puteți căuta un monument din județul Prahova folosind formularul de mai jos sau puteți naviga prin toate monumentele din județ la lista monumentelor istorice din județul Prahova.
| Cod LMI                                | Denumire                                                            | Localitate                                       | Localizare                                                                                        | Datare, Creatori                           | Imagine               | Erori             |
| -------------------------------------- | ------------------------------------------------------------------- | ------------------------------------------------ | ------------------------------------------------------------------------------------------------- | ------------------------------------------ | --------------------- | ----------------- |
| PH-I-m-B-16190 (RAN: 134201.01)        | Așezare                                                             | sat Mănești; comuna Mănești                      | „Movila Mare” 44.86139°N 25.84611°E                                                               | Epoca bronzului                            | Încarcă foto \| video | Raportează eroare |
| PH-I-s-B-16217 (RAN: 135306.01)        | Cetate                                                              | sat Mârlogea; comuna Apostolache                 | Pe drumul spre Mârlogea                                                                           | sec. IV a. Chr. - sec. I p. Chr.           | Încarcă foto \| video | Raportează eroare |
| PH-I-s-B-16191 (RAN: 134470.01)        | Așezare                                                             | sat Mehedința; comuna Podenii Noi                | „Valea Ciuciurului” 45.10056°N 26.20555°E                                                         | Epoca bronzului, Cultura Tei               | Încarcă foto \| video | Raportează eroare |
| PH-I-s-B-16178 (RAN: 131425.01)        | Situl arheologic de la Fefelei, punct „Podul de ciment”             | oraș Mizil                                       | „La crucile de la podul de ciment”- cartier Fefelei                                               |                                            | Încarcă foto \| video | Raportează eroare |
| PH-I-m-B-16178.01 (RAN: 131425.01.03)  | Așezare                                                             | oraș Mizil                                       | „La crucile de la podul de ciment”- cartier Fefelei 45.01°N 26.44278°E                            | sec. IX - X                                | Încarcă foto \| video | Raportează eroare |
| PH-I-m-B-16178.02 (RAN: 131425.01.02)  | Așezare                                                             | oraș Mizil                                       | „La crucile de la podul de ciment”- cartier Fefelei 45.01°N 26.44278°E                            | sec. IV - V p. Chr.                        | Încarcă foto \| video | Raportează eroare |
| PH-I-m-B-16178.03 (RAN: 131425.01.01)  | Așezare                                                             | oraș Mizil                                       | „La crucile de la podul de ciment”- cartier Fefelei 45.01°N 26.44278°E                            | Epoca bronzului                            | Încarcă foto \| video | Raportează eroare |
| PH-I-s-B-16192 (RAN: 131416.01)        | Situl arheologic de la Mizil                                        | oraș Mizil                                       | La podul peste Tohăneanca și podul peste Istău                                                    |                                            | Încarcă foto \| video | Raportează eroare |
| PH-I-m-B-16192.01 (RAN: 131416.01.01)  | Așezare                                                             | oraș Mizil                                       | La podul peste Tohăneanca și podul peste Istău 45.00555°N 26.45268°E                              | sec. IX - X                                | Încarcă foto \| video | Raportează eroare |
| PH-I-m-B-16192.02 (RAN: 131416.01.02)  | Așezare                                                             | oraș Mizil                                       | La podul peste Tohăneanca și podul peste Istău 45.00555°N 26.45268°E                              | Neolitic                                   | Încarcă foto \| video | Raportează eroare |
| PH-I-s-B-16193 (RAN: 131416.03)        | Situl arheologic de la Mizil, punct „Casa de Cultură”               | oraș Mizil                                       | „Casa de Cultură”                                                                                 |                                            | Încarcă foto \| video | Raportează eroare |
| PH-I-m-B-16193.01 (RAN: 131416.03.02)  | Așezare                                                             | oraș Mizil                                       | „Casa de Cultură” 45.00444°N 26.44667°E                                                           | sec. IV - V p. Chr.                        | Încarcă foto \| video | Raportează eroare |
| PH-I-m-B-16193.02 (RAN: 131416.03.01)  | Așezare                                                             | oraș Mizil                                       | „Casa de Cultură” 45.00444°N 26.44667°E                                                           | Epoca bronzului                            | Încarcă foto \| video | Raportează eroare |
| PH-I-s-B-16194 (RAN: 131416.05)        | Așezare                                                             | oraș Mizil                                       | „La Vinalcool”                                                                                    | sec. IV p. Chr.                            | Încarcă foto \| video | Raportează eroare |
| PH-I-s-B-16195 (RAN: 131416.02)        | Așezare                                                             | oraș Mizil                                       | Str. Mihai Bravu 102 45.00351°N 26.44484°E                                                        | Latène                                     | Încarcă foto \| video | Raportează eroare |
| PH-I-s-B-16196 (RAN: 131416.04)        | Necropolă de înhumație                                              | oraș Mizil                                       | Str. Țepeș Vodă 45.00832°N 26.44347°E                                                             | sec. IV - V p. Chr.                        | Încarcă foto \| video | Raportează eroare |
| PH-II-m-B-16527                        | Biserica de lemn „Adormirea Maicii Domnului” (altarul și pridvorul) | sat Magula; comuna Tomșani                       | 126                                                                                               | 1729                                       | Încarcă foto \| video | Raportează eroare |
| PH-II-m-B-16528                        | Casa Eleonora Petcu                                                 | sat Marginea Pădurii; comuna Jugureni            | 75                                                                                                | înc. sec. XX                               | Încarcă foto \| video | Raportează eroare |
| PH-II-m-B-16529 (RAN: 133893.01)       | Casa Gheorghe Stan                                                  | sat Marginea Pădurii; comuna Jugureni            | 109                                                                                               | înc. sec. XIX                              | Încarcă foto \| video | Raportează eroare |
| PH-II-m-B-16530                        | Casa Petre Crăciun                                                  | sat Marginea Pădurii; comuna Jugureni            | 114                                                                                               | sf. sec. XIX                               | Încarcă foto \| video | Raportează eroare |
| PH-II-m-A-16531 (RAN: 134069.02)       | Biserica „Sf. Treime”                                               | sat Măgureni; comuna Măgureni                    | 939                                                                                               | 1671-1674, ref. mijl. sec. XIX, 1839, 1995 |                       | Raportează eroare |
| PH-II-m-A-16532 (RAN: 134069.01)       | Ruinele conacului Drăghici Cantacuzino                              | sat Măgureni; comuna Măgureni                    | 967-978                                                                                           | 1663 - 1670                                |                       | Raportează eroare |
| PH-II-a-A-16533 (RAN: 134167.01)       | Mănăstirea Suzana                                                   | sat Mănăstirea Suzana; comuna Măneciu            | 1-24 45.39355°N 25.93024°E                                                                        | 1740, ref. 1840, 1880 - 1882               | Alte imagini          | Raportează eroare |
| PH-II-m-A-16533.01                     | Biserica „Sf. Nicolae”                                              | sat Mănăstirea Suzana; comuna Măneciu            | 1-24 45.3935°N 25.9303°E                                                                          | 1840, 1880 - 1882                          |                       | Raportează eroare |
| PH-II-m-A-16533.02                     | Paraclisul „Acoperământul Maicii Domnului”                          | sat Mănăstirea Suzana; comuna Măneciu            | 1-24                                                                                              | 1880 - 1882                                |                       | Raportează eroare |
| PH-II-m-A-16533.03                     | Chilii în incintă                                                   | sat Mănăstirea Suzana; comuna Măneciu            | 1-24 45.39316°N 25.93061°E                                                                        | cca. 1840                                  |                       | Raportează eroare |
| PH-II-m-A-16533.04                     | Chilii în afara incintei                                            | sat Mănăstirea Suzana; comuna Măneciu            | 1-24                                                                                              | sf. sec. XIX-înc. sec. XX                  | Încarcă foto \| video | Raportează eroare |
| PH-II-m-B-16534                        | Casa Gheorghe Angelescu                                             | sat Măneciu-Pământeni; comuna Măneciu            | Str. Principală 172                                                                               | sf. sec. XIX                               | Încarcă foto \| video | Raportează eroare |
| PH-II-m-B-16535                        | Casa Ion Popescu                                                    | sat Măneciu-Pământeni; comuna Măneciu            | Str. Principală 216                                                                               | sf. sec. XIX-înc. sec. XX                  | Încarcă foto \| video | Raportează eroare |
| PH-II-m-B-16536                        | Casa Maria Ionescu                                                  | sat Măneciu-Ungureni; comuna Măneciu             | Str. Costești 307                                                                                 | înc. sec. XX                               | Încarcă foto \| video | Raportează eroare |
| PH-II-m-B-16537                        | Casa Ioana Badea                                                    | sat Măneciu-Ungureni; comuna Măneciu             | Str. Tabla Buții 15                                                                               | sf. sec. XIX-înc. sec. XX                  | Încarcă foto \| video | Raportează eroare |
| PH-II-m-B-16538                        | Casa Neonila Pisu                                                   | sat Măneciu-Ungureni; comuna Măneciu             | Str. Tabla Buții 269                                                                              | sf. sec. XIX-înc. sec. XX                  | Încarcă foto \| video | Raportează eroare |
| PH-II-m-A-16540                        | Biserica „Adormirea Maicii Domnului”                                | sat Mănești; comuna Mănești                      | 341                                                                                               | 1892                                       | Alte imagini          | Raportează eroare |
| PH-II-a-A-16539                        | Curtea Văcărescu-Calimachi                                          | sat Mănești; comuna Mănești                      | 342 44.86526°N 25.85223°E                                                                         | 1882 - 1892 Paul Gottereau                 | Alte imagini          | Raportează eroare |
| PH-II-m-A-16539.01                     | Castelul Văcărescu-Calimachi                                        | sat Mănești; comuna Mănești                      | 342                                                                                               | 1882 - 1892                                | Alte imagini          | Raportează eroare |
| PH-II-m-A-16539.02                     | Beci aripa de vest                                                  | sat Mănești; comuna Mănești                      | 342                                                                                               | sec. XVII                                  | Încarcă foto \| video | Raportează eroare |
| PH-II-m-A-16539.03                     | Clădiri anexă                                                       | sat Mănești; comuna Mănești                      | 342                                                                                               | înc. sec. XX                               |                       | Raportează eroare |
| PH-II-m-A-16539.04                     | Parc                                                                | sat Mănești; comuna Mănești                      | 342                                                                                               | sf. sec. XIX                               | Încarcă foto \| video | Raportează eroare |
| PH-II-m-A-16541 (RAN: 133250.01)       | Ruinele conacului spătarului Mihail Cantacuzino                     | sat Mărginenii de Jos; comuna Filipeștii de Târg | 706, În curtea lui Crăciun Constantin                                                             | mijl. sec. XVII                            |                       | Raportează eroare |
| PH-II-a-A-16542 (RAN: 135208.01)       | Fosta mănăstire Mislea                                              | sat Mislea; comuna Scorțeni                      | Str. Radu Paisie 14 45.09581°N 25.82393°E                                                         | sec. XVI                                   |                       | Raportează eroare |
| PH-II-m-A-16542.01 (RAN: 135208.01.01) | Casa domnească (beciuri)                                            | sat Mislea; comuna Scorțeni                      | Str. Radu Paisie 14                                                                               | sec. XVI                                   | Încarcă foto \| video | Raportează eroare |
| PH-II-m-A-16542.02 (RAN: 135208.01.02) | Ruine chilii de pe latura de est a incintei                         | sat Mislea; comuna Scorțeni                      | Str. Radu Paisie 14                                                                               | sec. XVI                                   | Încarcă foto \| video | Raportează eroare |
| PH-II-m-A-16542.03 (RAN: 135208.01.03) | Zidurile celor două incinte                                         | sat Mislea; comuna Scorțeni                      | Str. Radu Paisie 14                                                                               | sec. XVI                                   |                       | Raportează eroare |
| PH-IV-m-B-16910                        | Cruce de pomenire, din piatră                                       | oraș Mizil                                       | Str. Țepeș Vodă, Lângă podul peste Budureasca, pe terenul lui Dumitru Stanciu 45.0088°N 26.4399°E | 1822 – 1828                                |                       | Raportează eroare |
| PH-IV-m-B-16911                        | Crucea Răboajelor                                                   | oraș Mizil                                       | Str. Vladimirescu Tudor 64 45.0001°N 26.4477°E                                                    | 1867                                       |                       | Raportează eroare |